# Наконечников-Клюковский, Бронислав
Бронислав Францишек Наконечников-Клюковский (пол. Bronisław Franciszek Nakoniecznikow-Klukowski; псевдонимы — Гриф, Клюковский, Доктор; 17 октября 1888, Варшава, Российская империя — 7 января 1962, Варшава, Польская Народная Республика) — польский политик, деятель борьбы за независимость, врач, воевода, министр, спортивный функционер.
После службы в Русской императорской армии с началом революции в России в 1917 году стоял у истоков Вооружённых сил Польши. В 1919—1939 годах прошёл путь в польской политике от санитарного начальника III пехотной дивизии до государственного подсекретаря в Министерстве внутренних дел. В годы Второй мировой войны находился в эмиграции, начальник санитарной службы Войска Польского на Ближнем Востоке. В 1954—1955 годах — полномочный представитель Польского правительства на Кипре в Никосии.

## Биография

### Ранние годы
Родился 17 октября 1888 года в Варшаве, в полонизированной в течение двух поколений семье, русского происхождения. Отец Болеслав Наконечников (1866—1919) — мелкий предприниматель. Мать — Марцелия (девичья фамилия Клюковская) (1864—1915). В семье также был брат Болеслав (1891—1968), в тридцатых годах занимавший пост директора Управления Эмиграции.
Учился в VI филологической гимназии в Варшаве, в которой с 1904 года принимал участие в деятельности гимназического кружка самообразования. В 1905 году участвовал в школьной забастовке. Аттестат зрелости получил в 1908 году. Тогда же начал учёбу на Медицинском факультете Варшавского университета. В период учёбы вступил в Подпольный союз поляков. Дважды арестовывался охранкой (в 1908 и 1910 годах). В марте 1913 года закончил обучение и с ноября начал работать младшим ординатором терапевтического отделения в варшавском госпитале Младенца Иисуса. 1 марта 1914 года получил разрешение работать вольнопрактикующим врачом в районе Зверховце, около Сатанова, в Проскуровском уезде на Подолии, а 1 июня был принят на работу ординатором в лечебном учреждении Чарнецка Гура около Стомпоркова.

### Служба в русской армии
Мобилизован в армию Российской империи после начала Первой мировой войны. С 14 сентября 1914 года был оперирующим врачом в хирургическом госпитале в Жирардуве, затем откомандирован в распоряжение Польского Комитета Санитарной Помощи и отдела Российского Красного Креста при IV армии. С 1 июля 1915 года — старший врач эпидемиологического отделения при XXVII корпусе на Северо-западном фронте в районе Августова, Гродно и Вильны. С 20 октября 1915 года — старший врач санитарного отдела при LXI пехотной дивизии на Западном фронте, затем на Юго-Западном и Румынском фронтах.

### Участие в становлении Вооружённых сил Польши
После начала революции в России участвовал в организации Союза воюющих поляков в XLVII корпусе на Румынском фронте. В конце марта 1917 года был выбран его председателем. В сентябре стал председателем Союза VI армии. 10 августа назначен заместителем начальника медицинской службы VI армии. 1 декабря 1917 года перешёл в формирующийся II Польский корпус. Был одним из организаторов съезда Союза воюющих поляков Румынского фронта в Кишинёве. Отвечал за выделение поляков из остальной армии и создание отдельных польских подразделений. 8 декабря выбран членом исполнительного комитета Польского Совета Румынского фронта. В тот же день выбран начальником санитарной службы Румынского фронта. Вошёл в состав фронтовой делегации к народному комиссару по военным делам Л. Д. Троцкому и главнокомандующему революционной армией Н. В. Крыленко.
23 декабря был в числе участников Съезда воинов-поляков в Минске, где вошёл в число подписавших Декларацию об отношении к революционным властям в России. 18 февраля 1918 года был в числе подписавших обращение исполнительного комитета Румынского фронта к полякам, призывавшее их после подписания брестского мира вступать в ряды Польских вооружённых сил. Был членом делегации комитета, принятой 2 марта королём Фердинандом и союзными послами в Яссах. 15 марта 1918 года вошёл в состав Главного Совета II Польского Корпуса, формируемого на Румынском фронте. Наряду с Леоном Бобицким считался одним из руководителей Совета. 21 марта вошёл в состав делегации (вместе с Тадеушем Малиновским и Болеславом Сикорским), посланной Советом в Киев для встречи с Владиславом Рачкевичем, уполномоченным Регентским советом формировать польские военные части на территории Украины. После роспуска 28 марта в польских подразделениях выборных советов был назначен заместителем начальника медицинской службы II корпуса под командованием Юзефа Галлера. 12 апреля 1918 года, по распоряжению Галлера, выехал в Москву во главе делегации II корпуса на переговоры с советскими властями о продолжении деятельности корпуса. Делегация провела переговоры с Л. Д. Троцким, И. В. Сталиным, Я. М. Свердловым, а также с главой комиссариата по польским делам Станиславом Бобинским. Также было передано обращение к главам посольств союзников в Москве о предоставлении финансовой помощи.
После битвы под Каневом Наконечников оставался в Москве и после прибытия генерала Ю. Галлера, по его приказу, действовал с 14 июня совместно с Мечиславом Биренбаумом по вопросам формирования новых польских частей в России и доформирования II корпуса. 15 июня Галлер подписал с Польским Советом межпартийное соглашение, вследствие чего формирование новых частей было приостановлено, а Наконечников вошёл в состав новообразованной Польской военной комиссии. Стал членом Мобилизационного комитета этой комиссии. Вместе с Биренбаумом принял участие в конференции Польской военной организации в Киеве 26—28 июня 1918 года. 7 июля 1918 года повышен в звании до майора медслужбы. 9 августа Мобилизационный комитет был переведен из Москвы в Киев, где вместо него была организована Вербовочно-Агитационная Организация. Наконечников был назначен главой отдела этой организации в Москве. Подал просьбу о переводе в Варшаву. Прибыл в столицу 23 ноября 1918 года и 1 декабря обратился в Министерство военных дел с просьбой о принятии его в состав Войска Польского. Приписан к VII отделу Генерального Штаба. С 1 января 1919 года Наконечников — офицер по особым поручениям в Генеральной адъютантуре Верховного Главнокомандующего. 23 февраля делегирован во Францию, где 6 марта стал членом руководства медицинской службой Польской армии генерала Галлера. С 16 мая по 1 августа 1919 года был заместителем начальника этой службы. Затем — санитарный начальник III пехотной дивизии.

### Воевода
По возвращении в Польшу входил, с 1 сентября 1919 года, в состав комиссии по подтверждению квалификации военных врачей. 15 декабря перешёл на службу во II секцию Санитарного департамента Министерства Военных Дел. С 1 апреля 1920 года — начальник кадрового отдела департамента. 14 августа 1920 года произведён в чин подполковника. С 15 июня 1921 года стал аспирантом корпуса контролёров Главного военного контроля. 26 марта 1922 года получил должность офицера-контролёра. В ноябре возглавил комиссию корпуса контролёров по делам санитарной службы, лагерей и конного состава. Также участвовал в разработке бюджета министерства в области санитарии и ветеринарии на 1923 финансовый год. С 1923 года инспектор по санитарным делам командования окружных корпусов V (Краков), I (Варшава) и II (Люблин). С 31 марта 1924 года полковник (со старшинством с 1 июля 1923). 23 апреля 1924 года назначен начальником группы VII корпуса контролёров Войска Польского. В 1925 году контролировал проект организации армейской медицинской службы мирного времени. В том же году прошёл двухмесячную стажировку при Военном министерстве Франции. За несколько дней до майского переворота закончил 7 мая 1926 года специальную проверку работы комиссии генерала Эугениуша Погожельского, по делу об обвинении прессой и Сеймом генералов Юзефа Галлера и Тадеуша Розвадовского в подготовке переворота. 15 июня 1926 года назначен начальником группы Корпуса контролёров по особым заданиям. 14 октября стал заместителем командира корпуса полковника Феликса Мацишевского. До 1929 года был членом Суда офицерской чести для штаб-офицеров.
30 октября 1928 года был назначен на должность воеводы Станиславовского воеводства. Принял дела у предыдущего воеводы, Александра Моравского, 3 ноября. На этом посту проявил себя как консервативный исполнитель политики польского правительства по отношению к Восточным Кресам. Проводил скрупулезные инспекции состояния воеводства. Весной 1929 года его заслугой стало обеспечение ряда мероприятий по защите воеводства от наводнений, благодаря которому воеводство не понесло больших потерь во время сильных разливов рек. Постоянно поддерживал контакты с воеводами Львовского, Тарнопольского и Волынского воеводств в украинском вопросе. В ноябре 1928 года распустил ряд украинских организаций.
29 августа 1930 года был переведён на пост воеводы Львовского воеводства. 5 октября покинул Станиславув и переехал во Львов. К его наиважнейшим начинаниям относится упорядочивание организации и деления сельских староств. В соответствии с распоряжениями Министерства Внутренних Дел, издал 14 февраля 1931 года постановление о запрещении на территории воеводства деятельности Польской Социалистической партии — Левицы, а 15 июня — о запрете Крестьянского левого союза «Самопомощь». 6 июля 1931 года Советом Министров назначен государственным подсекретарём Президиума Совета Министров, а с 16 ноября 1931 года — подсекретарём в Министерстве военных дел, в котором отвечал за техническо-организационную работу армии.
2 ноября 1932 года премьер-министром Александром Пристором вновь назначен подсекретарём Президиума, приняв функции второго подсекретаря от Тадеуша Лехницкого. В следующем кабинете министров премьер-министра Януша Енджеевича был назначен с 10 мая 1933 года министром сельского хозяйства и сельскохозяйственной реформы. За 13 месяцев пребывания на этом министерском посту Наконечников-Клюковский провёл множество проектов законов и планов сельскохозяйственной реформы. Был сторонником проведения в жизнь плана о мелиорации Полесья (принят 17 июня 1934 года). Остался на посту и в составе следующего кабинета Леона Козловского (15 мая 1934), но вышел из него уже 28 июня.
Премьер-министр Януш Енджеевич так охарактеризовал его работу в этот период:

Я не хотел создавать ему постоянных конфликтов. Он был умным, очень умным, а если это нужно, то покладистым и послушным, а иногда жестоким и безжалостным. Я никогда не имел ни малейшего несогласия с ним, наоборот, зная о моих тесных отношениях с президентом и Пристором и дружбе со Славеком, он всегда вёл себя по отношению ко мне без претензий.
Оригинальный текст (пол.)Nie pragnąłem z nim mieć konfliktu na codzień. Był to człowiek zdolny, bardzo sprytny, gdy trzeba, gładki i potulny, kiedy indziej brutalny i bezwzględny. Nigdy nie miałem z nim najmniejszego nieporozumienia, wprost przeciwnie, wiedząc o moich bliskich stosunkach z Prezydentem i Prystorem oraz przyjaźni ze Sławkiem, zachowywał się zawsze wobec mnie bez zarzutu.

3 июля 1934 года Совет Министров назначил Наконечникова-Клюковского воеводой Варшавского воеводства вместо ушедшего на пенсию Станислава Твардо. На новом посту Наконечников-Клюковский много занимался делами сельского хозяйства воеводства, дорожными коммуникациями, упорядочиванием водных ресурсов. Провёл осушение заболоченных пространств в Кампионовской Пуще. Участвовал в установлении на местности границы с Восточной Пруссией в 1936 году. Был также выбран председателем главного совета представительства бывших польских солдат на Востоке. С 1935 по 1938 год занимал крайне почётную должность президента Польского Шахматного Союза. Был президентом варшавского футбольного клуба «Легия». С 5 февраля 1938 года — государственный подсекретарь в Министерстве внутренних дел. Отвечал, среди прочего, за цензуру прессы, организацию отделов противовоздушного наблюдения, надзор над иностранцами и радиолюбителями.

### В годы Второй мировой войны
После начала войны, 7 сентября 1939 года, выехал, в составе группы руководства министерства, вместе с премьер-министром Фелицианом Славой-Складковским, в Луцк. Претворял в жизнь приказ Э. Смиглого-Рыдзя о мобилизации полиции. 18 сентября 1939 года пересёк румынскую границу и создал управление министерства в Черновцах. По распоряжению премьер-министра, организовывал взаимодействие между польскими дипломатическими представительствами и генеральным комиссаром по делам беженцев, Мирославом Арчишевским. Оставался в Румынии до августа 1940 года, когда при содействии британского посольства выехал через Турцию на Кипр. В 1941 году был эвакуирован британскими властями в мандат в Палестине. Сначала поселился в Тель-Авиве, затем в Иерусалиме. В 1943 году вернулся на действительную военную службу. Начальник санитарной службы Войска Польского на Ближнем Востоке. По службе подчинялся напрямую генералу Юзефу Вятрове. Служил, в том числе, в лагере Кассасин в Египте. Демобилизовался после окончания войны. Переехал из Великобритании на Кипр.

### Послевоенные годы
На Кипре прожил 9 лет, в том числе в 1954—1955 годах, как полномочный представитель Польского правительства на Кипре в Никосии. В Польшу вернулся в мае 1957 года. Жил в Варшаве. Работал старшим инструктором в Управлении курортов.
Умер 7 января 1962 года в Варшаве. Похоронен на кладбище Старые Повонзки, квартал 51, ряд 6, место 8.9.

## Награды
Государственные награды Польши:
- орден Virtuti Militari V степени
- орден Возрождения Польши III степени (1930[5])
- четыре Креста Храбрых
- медаль «Участнику войны. 1918—1921»[6]

Иностранные награды:
- памятная медаль «Участнику войны 1914—1918»[фр.] (Франция)

## Семейная жизнь
Был дважды женат. Первый брак с Генрикой Калер продлился до 1919 года. Брак с Геленой Новиньской был заключён в 1921 году, во время войны она работала в Польском Красном Кресте. От второго брака имел двоих детей:
- Галина (р. 1922) — проживает на Кипре, в Никосии;
- Анджей (1923—1942) — солдат Карпатской бригады. Погиб на британском транспортном судне, которое было затоплено немецкой торпедой.